# パキスタン軍
パキスタン軍（パキスタンぐん、英語：Pakistan Armed Forces、ウルドゥー語: پاک مسلح افواج、ラテン文字転写：Musalah Afwaj-e-Pakistan）は、パキスタンの軍隊。
総兵力は646,000人とされており、これは世界第7位の規模である。地上兵力55万人、作戦機400機、艦船29隻を有し、これ以外に302,000名の準軍事組織と515,000名の予備役部隊がある。徴兵制度は採用されておらず、いずれも志願兵である。
こうした世界有数の規模の通常兵力に加えて、核兵器を保有している。

## 概要

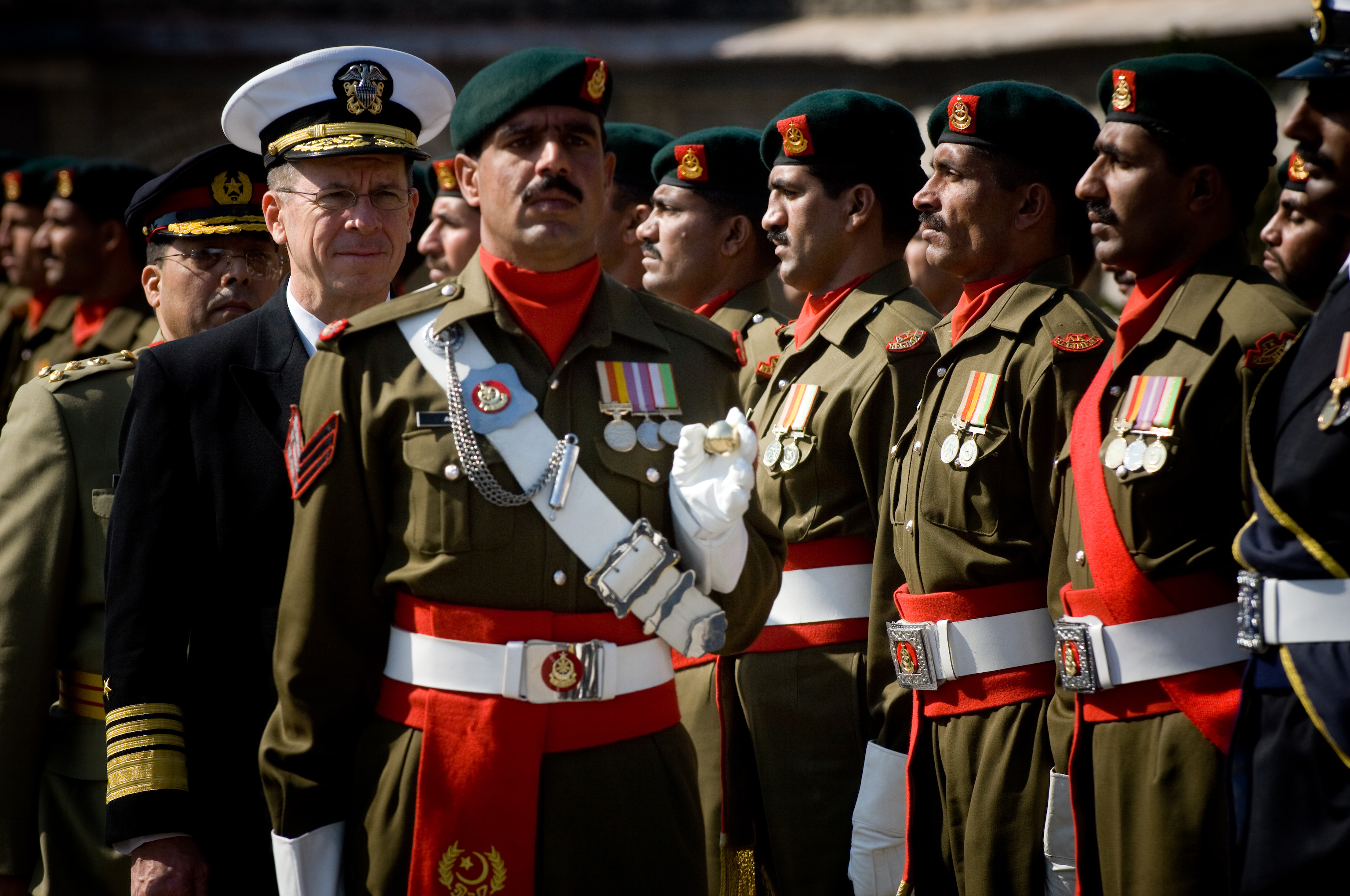
アメリカ軍統参議長の閲兵を受けるパキスタン三軍儀仗隊。

独立以来、アメリカとの協力・同盟関係を維持しながら、カシミール問題で激しく争うインドに対抗したり、アフガニスタンへのソ連・ロシアの南下を警戒したりするのがパキスタンの一貫した外交政策である。インドという共通の相手をもつ中華人民共和国とも緊密な軍事協力を行っている。これを反映して、カシミール地方の帰属やバングラデシュ（旧東パキスタン）の独立問題などをめぐって、インドとの間には1948年以来3度の全面戦争を経験しているほか、カシミール地方の軍事境界線においては武力衝突が常態化している。一方、親米路線は堅持され、アメリカからの軍事援助も盛んであるが、アメリカのアフガニスタン侵攻以後は、この方針への反発から、国内においてイスラム過激派勢力の活動が活発化。これに対する対反乱作戦も続けられている。
これらの情勢を背景として、パキスタン国内において軍の政治的・社会的影響力は極めて強い。独立以来、クーデターも度々起きている。例えば、パルヴェーズ・ムシャラフ前大統領も、1999年の無血クーデターでナワーズ・シャリーフ首相（当時）から実権を掌握し、2001年の民政移管でそのまま大統領に横滑りした人物である。
司法に関与することもあり、2017年4月にはパキスタン最高裁判所が、パナマ文書問題でシャリーフ首相に対して、軍や連邦捜査局による合同捜査を命じた。
その一方、インドとのパワー・バランスは、国力の差を反映してパキスタンに不利なものとなっている。通常兵器のみが使われた過去の戦争において、パキスタンはいずれも劣勢を余儀なくされている。このため核兵器とその運搬手段である弾道ミサイルの開発に力を入れ、1998年にはインドに対抗して核実験を実施。核保有を公式に宣言した。
創成期のパキスタン軍は、人材の多くが旧宗主国であるイギリスの植民地軍の出身者によって占められていた。このため、軍制は多くをイギリスに準じたものとなっているが、兵器体系は非常に多彩である。イギリスをはじめとする欧州諸国、アメリカ、ロシア、中国などからの輸入や技術導入による各種兵器が配備されており、兵器の国産化も進められている。

## 統合参謀本部
統合参謀本部(パキスタン)は、パキスタン軍の最高意思決定機関であり、陸海空の各軍参謀総長と、統合参謀本部議長からなる。
統合参謀本部議長(パキスタン)は原則として、パキスタン軍の最高位の軍人となる。しかし実際には、得てして実権は陸軍参謀総長(パキスタン)に握られており、また、兼務となっていることも多い。

## 陸軍
パキスタン陸軍は、550,000名の常備軍と500,000名の予備役部隊を擁している。陸軍司令部はラーワルピンディーに所在しており、陸軍軍人の最高位は陸軍参謀総長 (COAS) である。陸軍参謀総長は統合幕僚会議を構成するとともに、陸軍の作戦指導に責任を負っており、陸軍一般参謀長（CGS：Chief of General Staff）や陸軍兵站参謀長（CLS：Chief of Logistics Staff）の補佐を受ける。
最高位である陸軍元帥が置かれることがある。2025年にアーシム・ムニール陸軍参謀長がアイユーブ・ハーン以来二人目の陸軍元帥となった。

### 編制

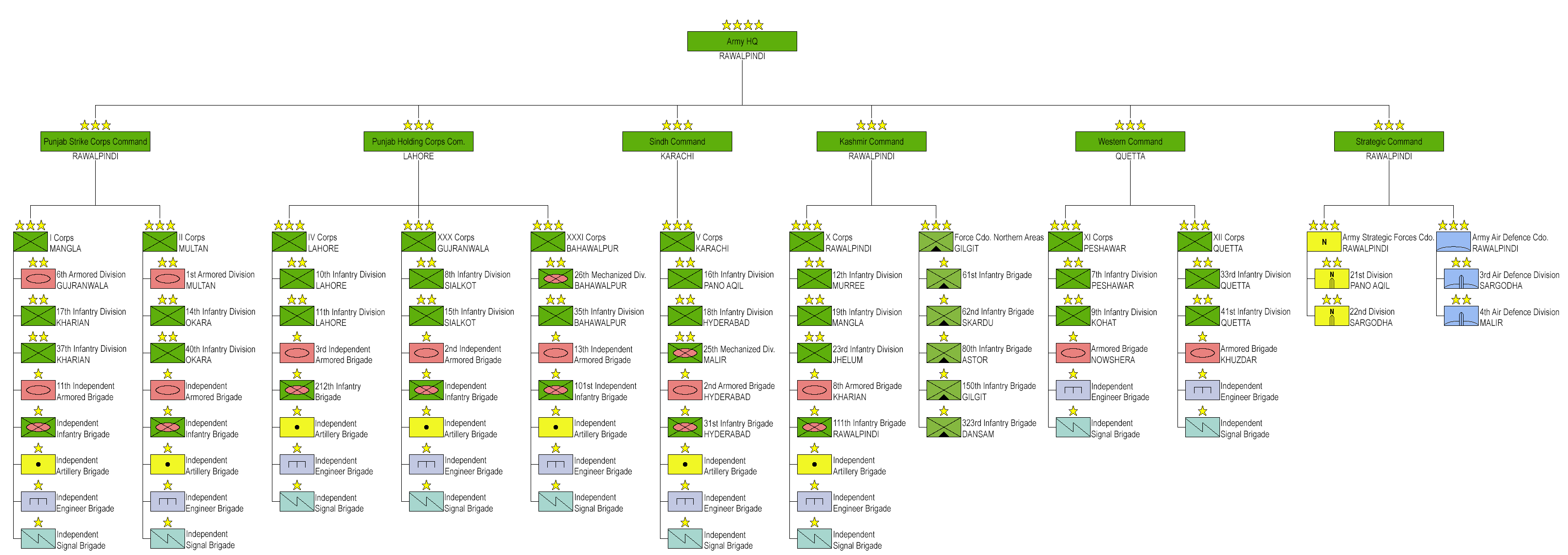
パキスタン陸軍の平時における戦闘序列。

パキスタン陸軍は10個の軍団を編成している。このうち、戦略軍団は核戦力を担当し、それ以外の9個軍団（第1,2,4,5,10,11,12,30,31軍団）はそれぞれの管区の警備を担当する。これらのナンバー軍団は、通例、2〜3個師団と、場合により独立旅団を有している。
基本的な戦略単位は師団であり、パキスタン陸軍には9個歩兵師団、2個機械化歩兵師団、2個機甲師団、2個砲兵師団が編成されている。これらは陸軍少将によって指揮されており、通常、3個旅団（歩兵、砲兵、工兵）と若干の師団直轄部隊（戦車など）によって編成される、諸兵科混成部隊である。
旅団長は准将であり、通例は3個大隊より編成される。また、師団の隷下にはない独立旅団も編成されており、師団内旅団と同様に准将の指揮を受ける。基本戦術単位は大隊で、これは中佐の指揮下に600名から900名の兵員を擁する。
尚、陸軍にはSpecial Services Groupという特殊部隊がある。

### 装備

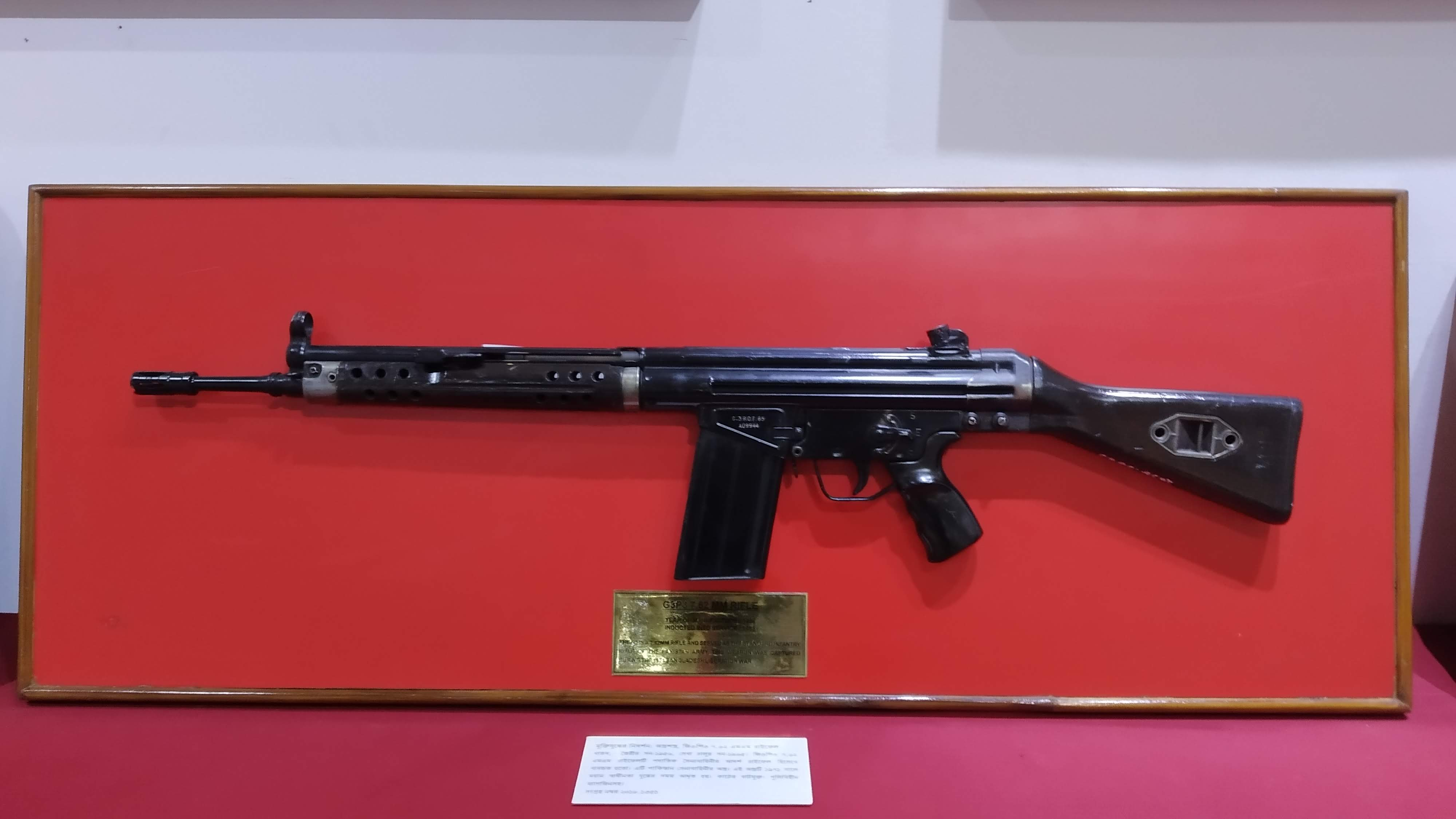
G3A3の国内製造版であるG3P3。

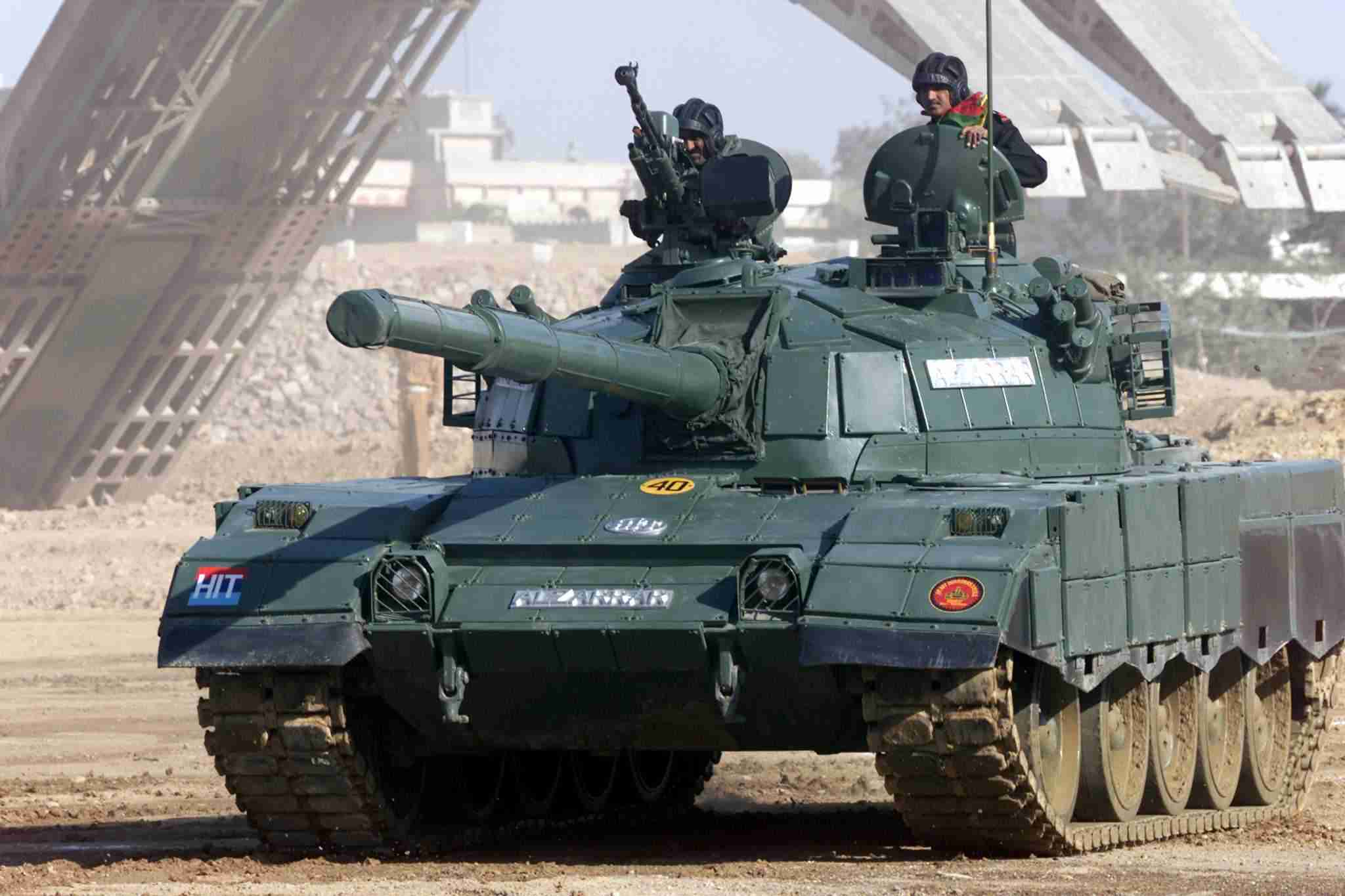
59式戦車の近代化改修型であるアル・ザラール戦車。

陸軍の兵器体系は、非常に国際的な顔ぶれとなっている。
主力小銃はドイツ製のH&K G3であるが、ロシアあるいは中国で生産されたAK-47シリーズも使用されている。汎用機関銃はラインメタルMG3が主力だが、擲弾発射器としてはRPG-7あるいはその中国版が多い。また、ロシア製の新しい対戦車火器であるRPG-29の配備もはじまっている。
主力戦車は多くが中国製または共同開発であり、最新鋭のアル・ハーリド戦車 600両をはじめとして、85式戦車 300両、69/79式戦車 400両が運用されている。また、1997年より、ウクライナ製のT-80UD も320両が導入された。一方、これらに随伴する装甲兵員輸送車や自走砲は多くがアメリカ製で、M113装甲兵員輸送車が1100両以上、M109 155mm自走榴弾砲が265両就役している。牽引砲の口径も非常に多彩で、ロシア系の85mmカノン砲、122mm榴弾砲、130mmカノン砲、アメリカ系の105mm榴弾砲および155mm榴弾砲が運用されている。
ヘリコプター戦力もやはり多国籍となっており、輸送ヘリコプターはベストセラーであるMi-8、攻撃ヘリコプターはAH-1、軽多用途ヘリコプターとしてはユーロコプター フェニック、シュド・エスト SE.3130、SA 316が運用されている。
以下が現在の主な装備である。

### 戦車
- VT-4 ×119
- アル・ハーリド/アル・ハーリド I ×410+
- T-80UD ×320
- 85式戦車 ×268
- アル・ザラール ×500
- 69式戦車 ×400
- 59式戦車 ×600

### 装甲車両
- M113A1/A2/P・VCC-1/2 ×2900
- APC Talha/Saad（英語版）×200
- マックスプロ (MRAP) ×225
- ドラグーン装甲車 ×600
- Mohafiz（英語版）

### 火砲
- Fatah-2
- Fatah-1
- A-100 ×450
- Azar ×52
- KRL-122 Ghazab
- SH-15（英語版）×164
- M109A2/A5/L ×200/115/123
- M110 ×60
- M115 ×28
- M198 ×148
- M114 ×144
- 59-I式 ×410
- 86式 ×80
- 54-I式 ×490
- M101 ×216
- Mod 56 ×113
- QF 25ポンド砲 ×1000

## 海軍
パキスタン海軍は総人員37,000人。艦船は51隻を有し、その内訳は、潜水艦×8隻、フリゲート×9隻、ミサイル艇×8隻、高速艇×4、哨戒艦×2、哨戒艇×1隻、エアクッション揚陸艇×2、輸送艇×2、掃海艇×3隻、補給艦×2隻、給油艦×5隻、練習艇×1、測量艦×2隻、浚渫船×2。また、航空機は39機を有し、その内訳は、艦載ヘリコプターが21機と地上基地発進の固定翼機が18機である。
パキスタン海軍は、数次に渡る印パ戦争において空海戦を経験している。特に第三次印パ戦争においては、インド海軍が空母機動部隊によってパキスタンの後方地域を攻撃することを企図したことから、極めて激烈な交戦が発生しており、インド海軍の14型フリゲート1隻を撃沈した一方で、駆逐艦2隻および潜水艦1隻を喪失している。また、近年ではインド洋上での海上阻止行動にも参加しており、日本の自衛隊インド洋派遣部隊からの給油も受けている。実際、パキスタン海軍の日本からの受油量は、アメリカ海軍に次いで第2位である。

### 潜水艦

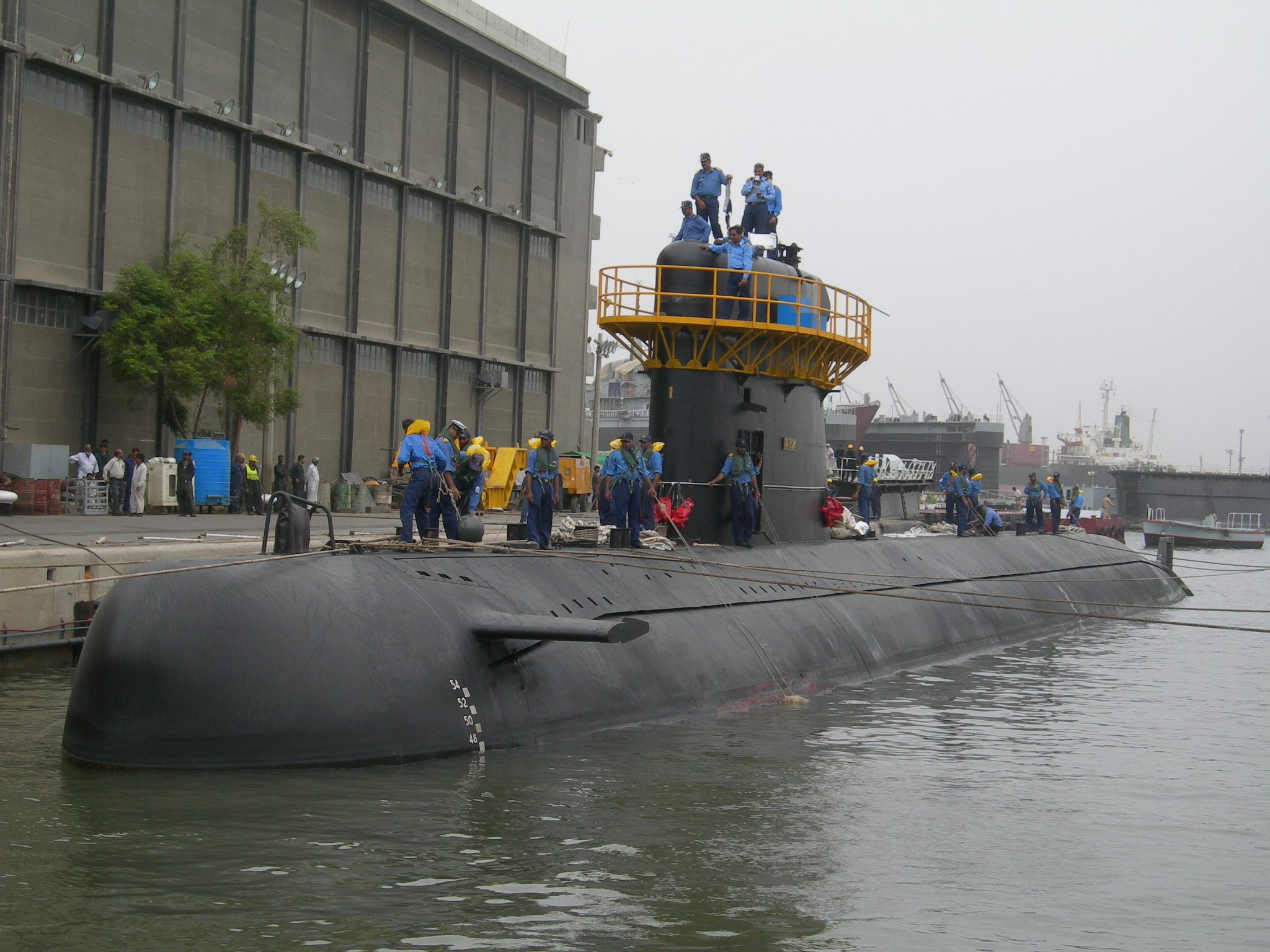
アゴスタ90B型「S-139 ハムザ」（2006年）

洋上において、パキスタン海軍は、圧倒的なインド海軍の洋上兵力に対して劣勢を強いられている。しかし、インド海軍は、伝統的に空母機動部隊によってパキスタンの後方地域を攻撃するという戦略を採用する傾向があるため、これを洋上で邀撃する必要性は極めて切迫したものである。
このことから、パキスタン海軍は潜水艦戦力の拡充に重点を置いている。その艦は多くがフランス製であり、アゴスタ級潜水艦を2隻、改良型のアゴスタ90B型が3隻就役している。アゴスタ型には水中発射型対艦ミサイル（アゴスタ90B型はエグゾセ、アゴスタ型はハープーン）の運用能力を付与されているほか、アゴスタ90B型は非大気依存推進システムの追加搭載を行なっている。
パキスタン海軍は2017年1月9日、潜水艦から核弾頭搭載可能な巡航ミサイル「バーブル3」（射程450キロメートル）を発射する試験に初めて成功した。潜水艦は陸上発射ミサイルや航空機、水上艦に比べて隠密性や生残性が高く、報復攻撃能力による核抑止や、先制・奇襲攻撃能力は大幅に高まることになる。
また、特殊作戦及び特殊部隊の運搬用にミゼットサブマリン（潜水艇）を保有している。
潜水艦の多くは初期は海外からの供与であったが、現在では設計のみ海外で行ない、実際の建造・修繕はパキスタン国内の造船所で実施できるようになっている。通常潜水艦の建造技術はフランスから、ミゼットサブマリンの建造技術はイタリアから提供されているとみられる。

### 水上艦

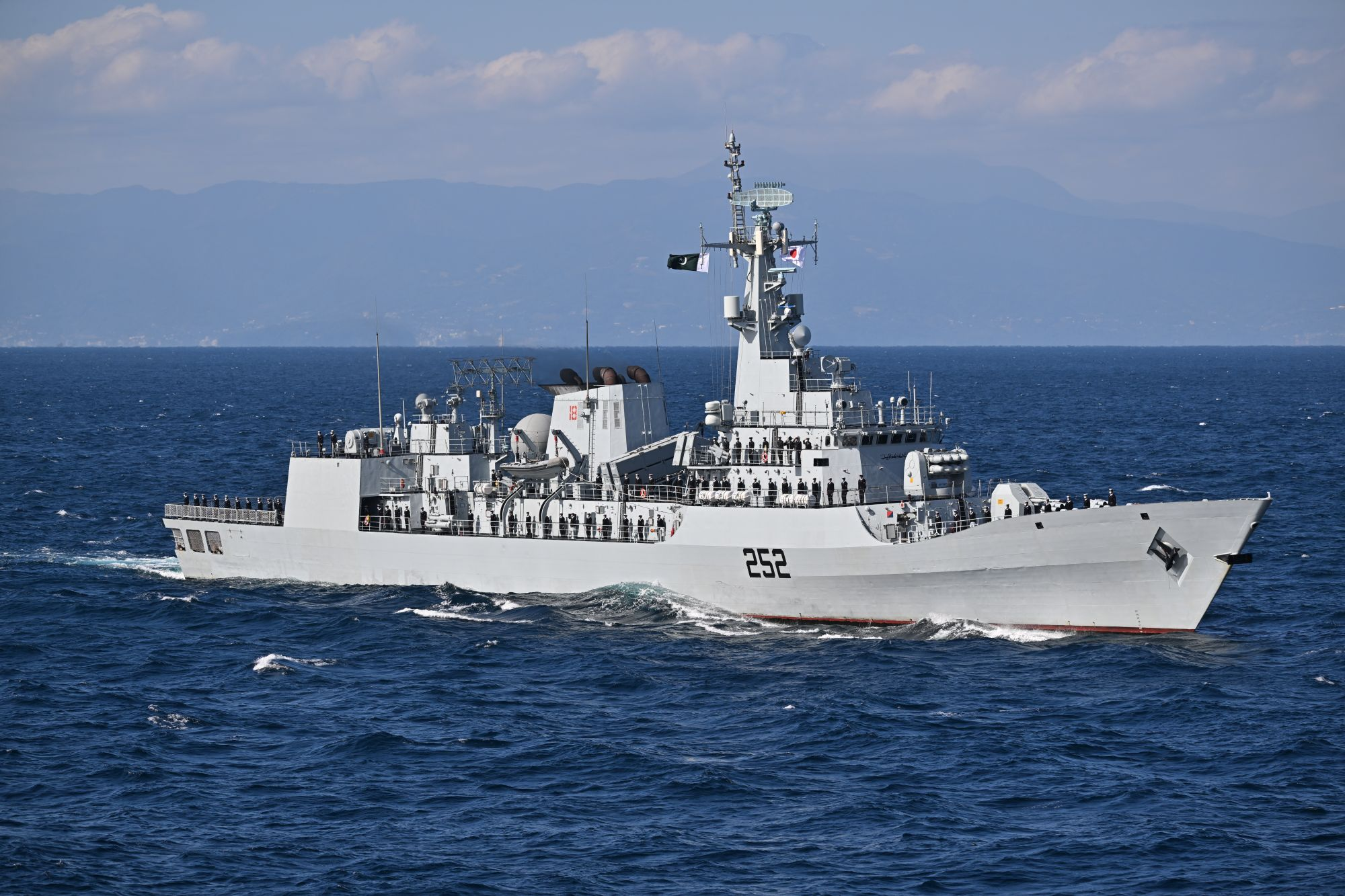
ズルフィカル級「F252 シャムシール」（2022年）

また、洋上戦力も、決して弱体なものではない。主力艦は中国製で、トゥグリル級フリゲートとズルフィカル級フリゲートがある。
トゥグリル級は中国海軍の054A型フリゲートの輸出型で、中国で建造されて2021年から2023年にかけて4隻が就役した。ズルフィカル級フリゲートも中国の設計だが、同級の4番艦はパキスタン国内での建造が行なわれている。さらに、アメリカからオリバー・ハザード・ペリー級ミサイルフリゲートの譲渡または売却を受ける計画もあり、同国海軍は6隻を取得したいという意向を示しており、2010年8月31日にはFFG-8「マッキナニー」の引渡しを受け、「アラムジル」（Alamgir）として再就役させた。「アラムジル」からはMk.13艦対空ミサイル発射機が撤去されており、かわってハープーン対艦ミサイルの4連装発射機2基が新設されている。また、これらを支援するため、中国人民解放軍海軍が運用していた福清型補給艦の4番艦を取得し、「ナスル」（Nasr）として運用中である。

### 航空機

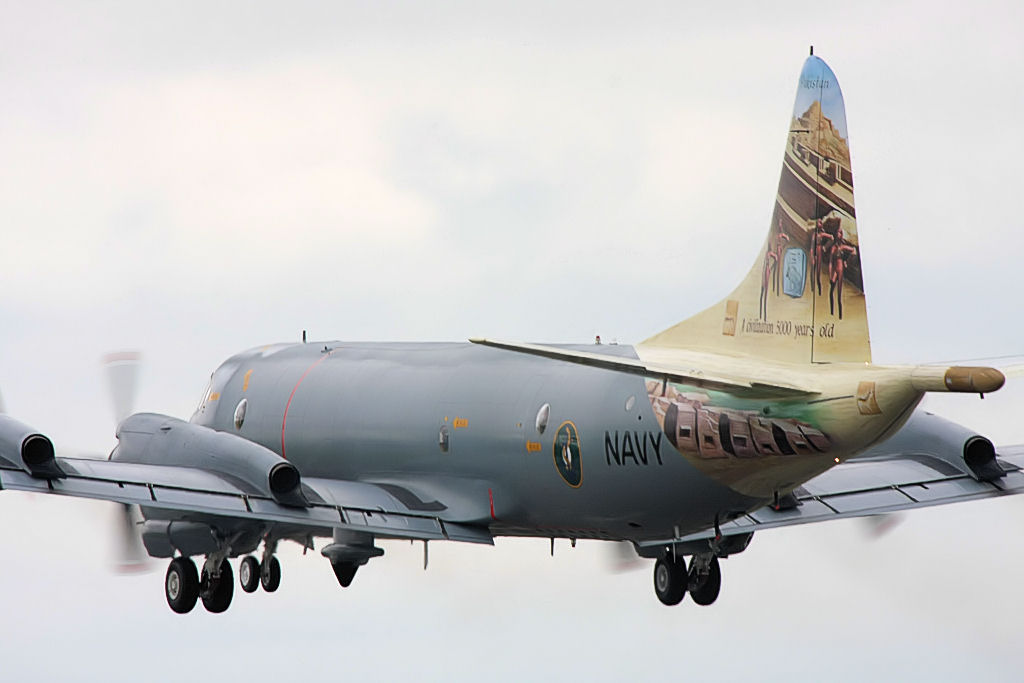
特別塗装を施したパキスタン海軍のP-3C

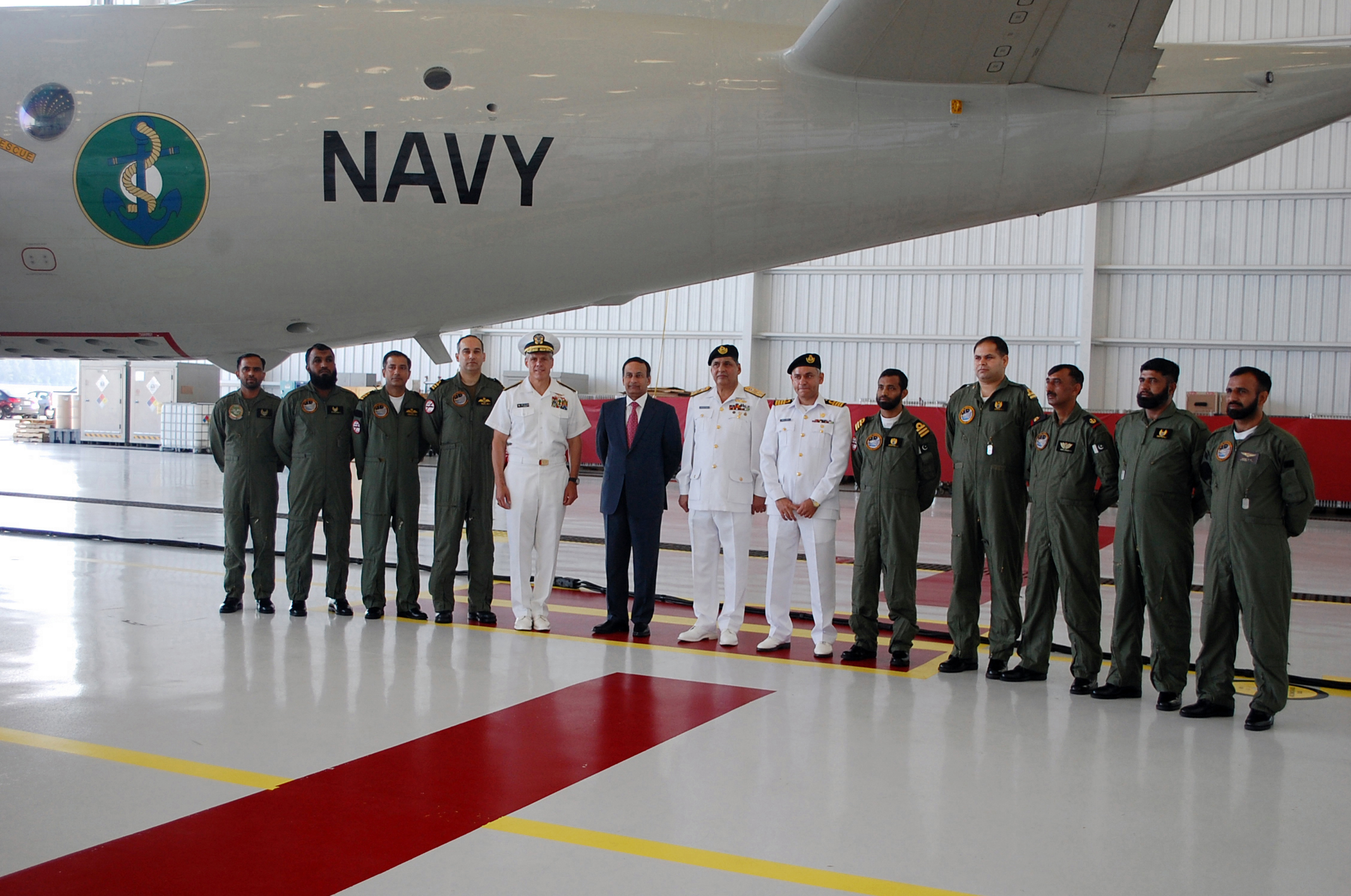
P-3Cの引き渡し式

パキスタン海軍は、洋上哨戒と対水上打撃を目的とした小規模な航空隊を保有している。
タリク級駆逐艦（21型フリゲート）とズルフィカル級フリゲートはいずれも艦載ヘリコプターの運用が可能であり、タリク級はSA 319B アルエットIIIまたはアグスタウェストランド リンクスを、ズルフィカル級はZ-9を搭載する。
また、地上基地より発進する対潜哨戒機としてアトランティック2〜3機とアメリカ海軍から購入した中古のP-3C×4機、海洋哨戒機としてフォッカー F27を5機運用する。ただし、アトランティックのうちの1機は、1999年にインド空軍機によって撃墜されている（アトランティック撃墜事件）。
なお、対艦攻撃機としてミラージュ5も保有するが、これは空軍によって運用されている。

### 歩兵戦力
パキスタンが保有する海上歩兵部隊としては、パキスタン海兵隊とSpecial Services Group Navy（SSGN）という特殊部隊が挙げられる。
パキスタン海兵隊は1971年から存在していたが、十分な能力を発揮できず1974年に解体された。しかし1990年から海軍参謀総長らの手によって再編され、近接戦闘や警備の訓練を受け、パキスタン海軍の一翼を担う部隊となっている。
SSGNはNavy SEALsの指導を受けて1966年に設立され、1971年の第三次印パ戦争に投入されたのを最初にバングラデシュの紛争やアメリカ同時多発テロ事件以降の対テロ戦争に導入され、2010年に起こったパキスタン大洪水では他の海軍部隊と共に被災者の救助も参加した。

## 空軍

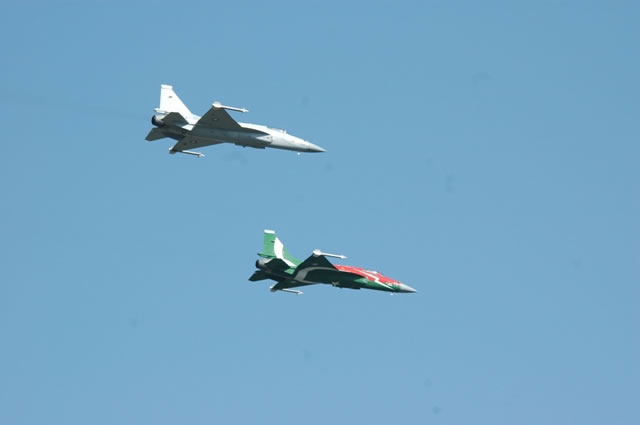
パキスタン空軍のJF-17サンダー戦闘機

パキスタン空軍は総人員65,000人、予備役10,000人、航空機700機（うち作戦機450機）を有している。
保有機材はアメリカ機とフランス機が多かったが、近年は中国機の比率が急速に増大している。

### 装備

#### 戦闘機
- F-7  ×135
- F-16A/C ファイティングファルコン ×44
- J-10C  ×6
- JF-17  ×109
- ミラージュIIIEP/OF/RP ×69
- ミラージュ5EF/E/PA  ×90

なお、F-16の運用については、購入契約時に「テロ対策に限る」といった制約がアメリカ側から課せられている。2019年にパキスタン軍がインド軍のミグ21を撃墜した際には、アメリカ側がF-16の使用の有無について調査したことがある。
無人航空機（無人攻撃機）では、中国製の彩虹3や翼竜を導入しており、彩虹3をベースにした国産のネスコム バラクも有する。
近年では空中早期警戒管制能力の整備も進めており、中国製のKJ-200 4機と、スウェーデン製のサーブ 2000 AEW&C（エリアイ搭載機） 4機の導入が計画されている。
一方、航空輸送戦力としては、半世紀以上にわたるベストセラーのC-130 12機が主力となっており、また、Il-78空中給油機も2機保有する。
また、パキスタン軍のSpecial Service Wing（SSW）は、空軍の特殊部隊である。

### 主な作戦行動
- 2019年2月27日 - インドとの間で空爆の応酬から空中戦に発展。パキスタン、インドの双方が1機撃墜[11]。
- 2022年4月17日 - アフガニスタンのホースト州とクナル州の集落に爆撃を加えた。越境攻撃を行うパキスタン・ターリバーン運動など武装勢力への対抗措置[12]。

## 核兵器と弾道・巡航ミサイル
1998年、パキスタンは地下核実験を実施し、7番目の核保有国となったことを宣言した。この実験にあたっては、アブドゥル・カディール・カーン博士が主導的な役割を果たしたほか、中国と北朝鮮の関与も疑われている。
パキスタンは通常兵力で優勢なインドを核兵器で抑止する戦略をとっている。『アメリカ原子力科学者会報』の推計によると、保有する核兵器はインドより10発多い140発程度で、さらに増やしている。北部クシャブに、核兵器の材料となるプルトニウム生産用原子炉がある。将来は米露に続き世界第3位の核保有国になる可能性が指摘されている。パキスタンは、戦術核兵器レベルである射程70km程度の短距離弾道ミサイル（SRBM）「ナスル」から、準中距離弾道ミサイル（MRBM）、 中距離弾道ミサイル（IRBM）までの各種弾道ミサイルと巡航ミサイルを保有または開発中である。このうち「ガウリ」や「シャーヒーン2」などいくつかの機種については、核弾頭の搭載が可能ではないかと推測されているか、公式に認められている。パキスタン軍は2017年1月、弾道ミサイル「アバビール」（最大射程2200km）の発射実験に初めて成功した際、「核抑止力の強化につながる」と発表した。 なお「ガウリ」ミサイルは朝鮮人民軍の「ノドン」ミサイルの技術が、「シャーヒーン」ミサイルには中国の技術が導入されていると見られている。

## 情報組織
パキスタン軍統合情報局（英: Directorate for Inter-Services Intelligence）は、パキスタンで最大の情報機関（諜報機関）である。短く Inter-Services Intelligence とも呼ばれ、略称の "ISI" が内外で広く通用している。現在はパキスタンで軍事のみならず政治面でも最強の組織に数えられる。本部はイスラマバードに所在している。
ソ連軍のアフガニスタン侵攻においては、中央情報局（CIA）とともにムジャーヒディーンを大々的に支援したが、このころからイスラム原理主義の影響が強くなったとされ、アフガニスタン紛争では最初はグルブッディーン・ヘクマティヤール率いるヒズベ・イスラーミー（ヘクマティヤール派）の、後にはターリバーンの後ろ盾になったとされる。パキスタンの核開発にも深く関与した。また、アフガニスタンに対するほか、インドに対する活動も行なっているといわれており、ラシュカレ・タイバなどのテロ組織の背景にISIの存在があるとの指摘は根強い。一方で国内のワジリスタン紛争には関与が消極的とも伝えられる。

## 準軍事組織
準軍事組織には民兵組織で防空などを担当するパキスタン国家警備隊、シンド州やパンジャブ州での国境警備にあたるパキスタン・レンジャー、シンド州メヘランに拠点を置くメヘラン部隊、カイバル・パクトゥンクワ州やクエッタ、ペシャーワルおよびバローチスターン州内で治安維持活動をする辺境軍団（これは各部族の武装集団を起源にもつ）が存在する。
また沿岸警備隊としては、陸軍と海軍の隷下にそれぞれ組織が設置されている。前者がパキスタン沿岸警備隊で、歩兵部隊と小型舟艇による沿岸防備を主任務としている。一方、後者が海上保安庁(パキスタン)で、こちらは哨戒艦艇による洋上警備救難を主任務としている。

## 国際連合平和維持活動
パキスタン軍は積極的に国際連合平和維持活動（PKO）に参加していることでも知られている。
モガディシュの戦闘の際には、モガディシュ市内で孤立したアメリカ軍レンジャー部隊を救援するため、米第10山岳師団やマレーシア軍とともに市内に突入し、生存者と遺体を回収した。
国際連合保護軍にも参加しており、スレブレニツァの虐殺の際には、同じく国連が安全区域として指定していたトゥズラ市の守備を行なっていた。トゥズラ市そのものが重大な脅威にさらされていたため、スレブレニツァを救援することはできなかったが、スレブレニツァやジェパを脱出した難民たちにとって、トゥズラは唯一の希望となった。このとき、パキスタン軍は5万人の難民を救助した。